# Sport-Club Freiburg 1997-1998
Questa voce raccoglie le informazioni riguardanti lo Sport-Club Freiburg nelle competizioni ufficiali della stagione 1997-1998.

## Stagione
Nella stagione 1997-1998 il Friburgo, allenato da Volker Finke, concluse il campionato di 2. Bundesliga al 2º posto e fu promosso in Bundesliga. In Coppa di Germania il Friburgo fu eliminato al primo turno dal Saarbrücken.

## Rosa
| N. |                     | Ruolo | Calciatore         |
| -- | ------------------- | ----- | ------------------ |
| 1  | Slovenia (bandiera) | P     | Boško Bošković     |
| 2  | Germania (bandiera) | D     | Daniel Schumann    |
| 3  | Germania (bandiera) | D     | Michael Frontzeck  |
| 4  | Germania (bandiera) | D     | Torben Hoffmann    |
| 5  | Germania (bandiera) | D     | Jörn Schwinkendorf |
| 6  | Germania (bandiera) | D     | Steffen Korell     |
| 7  | Tunisia (bandiera)  | C     | Zoubaïer Baya      |
| 8  | Tunisia (bandiera)  | C     | Marouene Guezmir   |
| 9  | Germania (bandiera) | A     | Uwe Wassmer        |
| 10 | Georgia (bandiera)  | C     | Levan K'obiashvili |
| 11 | Germania (bandiera) | C     | Marco Weißhaupt    |
| 12 | Germania (bandiera) | C     | Ralf Kohl          |
| 13 | Germania (bandiera) | D     | Stefan Müller      |

| N. |                     | Ruolo | Calciatore         |
| -- | ------------------- | ----- | ------------------ |
| 14 | Slovenia (bandiera) | C     | Miran Pavlin       |
| 15 | Mali (bandiera)     | A     | Gaoussou Diallo    |
| 16 | Germania (bandiera) | D     | Andreas Kaufmann   |
| 17 | Mali (bandiera)     | D     | Boubacar Diarra    |
| 18 | Tunisia (bandiera)  | A     | Mehdi Ben Slimane  |
| 19 | Germania (bandiera) | C     | Andreas Bornemann  |
| 20 | Croazia (bandiera)  | D     | Damir Burić        |
| 22 | Germania (bandiera) | A     | Marco Buchheit     |
| 23 | Germania (bandiera) | P     | Dietmar Hummel     |
| 24 | Germania (bandiera) | P     | Timo Reus          |
| 28 | Germania (bandiera) | D     | Thomas Herz        |
| 30 | Turchia (bandiera)  | C     | Ali Güneş          |
| 32 | Georgia (bandiera)  | A     | Aleksandr Iashvili |

## Organigramma societario
Area tecnica
- Allenatore: Volker Finke
- Allenatore in seconda: Karsten Neitzel, Achim Sarstedt
- Preparatore dei portieri:
- Preparatori atletici:

## Calciomercato

### Sessione estiva
| Acquisti | Acquisti           | Acquisti            | Acquisti |
| R.       | Nome               | da                  | Modalità |
| -------- | ------------------ | ------------------- | -------- |
| A        | Aleksandr Iashvili | Dinamo Tbilisi      |          |
| C        | Zoubaïer Baya      | Étoile du Sahel     |          |
| A        | Mehdi Ben Slimane  | Olympique Marsiglia |          |
| P        | Boško Bošković     | Felgueiras          |          |
| D        | Boubacar Diarra    | Djoliba             |          |
| D        | Thomas Herz        | Rot-Weiß Erfurt     |          |
| D        | Torben Hoffmann    | Lubecca             |          |
| C        | Miran Pavlin       | Dinamo Dresda       |          |
| D        | Daniel Schumann    | Bayer Leverkusen    |          |
| D        | Jörn Schwinkendorf | Lubecca             |          |
| C        | Marco Weißhaupt    | Rot-Weiß Erfurt     |          |

| Cessioni | Cessioni               | Cessioni          | Cessioni |
| R.       | Nome                   | a                 | Modalità |
| -------- | ---------------------- | ----------------- | -------- |
| C        | Florian Blank          | Bahlinger SC      |          |
| A        | Harry Decheiver        | Utrecht           |          |
| C        | Oliver Freund          | Rapid Vienna      |          |
| C        | Maximilian Heidenreich | Wolfsburg         |          |
| A        | Nikola Jurčević        | Salisburgo        |          |
| C        | Stephan Marasek        | Wacker Innsbruck  |          |
| C        | Thomas Rath            | VfB Lipsia        |          |
| P        | Jörg Schmadtke         | Bayer Leverkusen  |          |
| A        | Paschalis Seretis      | Energie Cottbus   |          |
| D        | Martin Spanring        | Stoccarda         |          |
| C        | Michael Sternkopf      | Arminia Bielefeld |          |
| D        | Axel Sundermann        | Bochum            |          |
| C        | Michael Wagner         | Rapid Vienna      |          |

### Sessione invernale
| Acquisti | Acquisti           | Acquisti            | Acquisti |
| R.       | Nome               | da                  | Modalità |
| -------- | ------------------ | ------------------- | -------- |
| C        | Levan K'obiashvili | Spartak Vladikavkaz |          |

| Cessioni | Cessioni | Cessioni | Cessioni |
| R.       | Nome     | a        | Modalità |
| -------- | -------- | -------- | -------- |

## Risultati

### 2. Bundesliga

#### Girone di andata
| Arbitro: | Fandel |

|                               |           |  |
| Schwinkendorf 48’ Wassmer 75’ | Marcatori |  |

| Arbitro: | Müller |

|                                      |           |             |
| Ziemer 18’, 51’ Falter 74’ Kurth 77’ | Marcatori | 14’ Slimane |

| Arbitro: | Blumenstein |

|          |           |               |
| Vier 87’ | Marcatori | 17’, 23’ Baya |

| Arbitro: | Weiner |

|                                                                          |           |                        |
| Slimane 5’ Wassmer 11’ Weißhaupt 44’ (rig.) Schwinkendorf 83’ Pavlin 86’ | Marcatori | 19’ Edmond 81’ Dehoust |

| Arbitro: | Werthmann |

|             |           |                                                               |
| Gerlach 66’ | Marcatori | 4’ (rig.) Weißhaupt 14’ Schwinkendorf 53’ Wassmer 74’ Slimane |

| Friburgo in Brisgovia 12 settembre 1997, ore 19:00 CEST 6ª giornata | Friburgo | 0 – 0 referto | Eintracht Francoforte | Dreisamstadion (22 500 spett.)\| Arbitro: \| Wendorf \| |
| Arbitro:                                                            | Wendorf  |               |                       |                                                         |

| Arbitro: | Byernetzky |

|            |           |  |
| Müller 48’ | Marcatori |  |

| Arbitro: | Gettke |

|                                  |           |                        |
| Baya 24’, 49’ Weißhaupt 60’, 83’ | Marcatori | 47’ Stendel 78’ Thoben |

| Arbitro: | Insam |

|            |           |                      |
| Täuber 22’ | Marcatori | 62’ (rig.) Weißhaupt |

| Arbitro: | Schütz |

|  |           |             |
|  | Marcatori | 21’ Azzouzi |

| Arbitro: | Heynemann |

|                       |           |  |
| Scherz 22’ Karaca 85’ | Marcatori |  |

| Arbitro: | Kinhöfer |

|                          |           |             |
| Hoffmann 30’ Wassmer 66’ | Marcatori | 89’ Demandt |

| Arbitro: | Kadach |

|  |           |              |
|  | Marcatori | 90’ Hoffmann |

| Arbitro: | Hauer |

|                                          |           |                       |
| Frontzeck 26’ Iashvili 75’ Weißhaupt 77’ | Marcatori | 11’ Krieg 54’ Brdarić |

| Arbitro: | Hilmes |

|                             |           |                                                |
| Jančula 43’ Rietpietsch 48’ | Marcatori | 27’ Slimane 38’ Iashvili 58’ Müller 90’ Pavlin |

| Arbitro: | Albrecht |

|                                                      |           |  |
| Güneş 10’ Baya 21’ Iashvili 25’ Weißhaupt 82’ (rig.) | Marcatori |  |

| Arbitro: | Gettke |

|  |           |             |
|  | Marcatori | 30’ Slimane |

#### Girone di ritorno
| Arbitro: | Meyer |

|                             |           |                  |
| Burić 13’ (aut.) Amadou 19’ | Marcatori | 90’ K'obiashvili |

| Arbitro: | Schößling |

|  |           |           |
|  | Marcatori | 29’ Ćirić |

| Arbitro: | Heynemann |

|                         |           |             |
| Pavlin 35’ Iashvili 79’ | Marcatori | 19’ Dziwior |

| Arbitro: | Krug |

|                        |           |  |
| Fuchs 10’ Heidrich 82’ | Marcatori |  |

| Arbitro: | Margenberg |

|               |           |             |
| Weißhaupt 17’ | Marcatori | 87’ Gerlach |

| Arbitro: | Fröhlich |

|                         |           |  |
| Sobotzik 3’ Zampach 60’ | Marcatori |  |

| Friburgo in Brisgovia 30 marzo 1998, ore 19:30 CEST 24ª giornata | Friburgo    | 0 – 0 referto | Uerdingen 05 | Dreisamstadion (17 800 spett.)\| Arbitro: \| Blumenstein \| |
| Arbitro:                                                         | Blumenstein |               |              |                                                             |

| Arbitro: | Wendorf |

|  |           |                                         |
|  | Marcatori | 2’, 66’, 77’ Weißhaupt 75’, 85’ Wassmer |

| Arbitro: | Salver |

|                      |           |          |
| Weißhaupt 14’ (rig.) | Marcatori | 90’ Okoh |

| Arbitro: | Wezel |

|          |           |             |
| Türr 83’ | Marcatori | 60’ Wassmer |

| Friburgo in Brisgovia 27 aprile 1998, ore 19:30 CEST 28ª giornata | Friburgo  | 0 – 0 referto | St. Pauli | Dreisamstadion (18 400 spett.)\| Arbitro: \| Werthmann \| |
| Arbitro:                                                          | Werthmann |               |           |                                                           |

| Arbitro: | Müller |

|  |           |              |
|  | Marcatori | 77’ Schumann |

| Arbitro: | Friedrichs |

|               |           |                                |
| Weißhaupt 25’ | Marcatori | 62’ Klee 67’ Viertel 72’ Lense |

| Arbitro: | Fleischer |

|  |           |                       |
|  | Marcatori | 64’ Pavlin 76’ Müller |

| Arbitro: | Wack |

|                           |           |  |
| Weißhaupt 27’ Slimane 31’ | Marcatori |  |

| Arbitro: | Keßler |

|              |           |                                               |
| Feinbier 34’ | Marcatori | 16’ (rig.), 89’ Weißhaupt 45’ Korell 75’ Baya |

| Arbitro: | Sippel |

|                         |           |            |
| Frontzeck 16’ Güneş 28’ | Marcatori | 19’ Kevric |

### Coppa di Germania
| Arbitro: | Salver |

|            |           |  |
| Zibert 74’ | Marcatori |  |

## Statistiche

### Statistiche di squadra
| Competizione      | Punti | In casa | In casa | In casa | In casa | In casa | In casa | In trasferta | In trasferta | In trasferta | In trasferta | In trasferta | In trasferta | Totale | Totale | Totale | Totale | Totale | Totale | DR  |
| Competizione      | Punti | G       | V       | N       | P       | Gf      | Gs      | G            | V            | N            | P            | Gf           | Gs           | G      | V      | N      | P      | Gf     | Gs     | DR  |
| ----------------- | ----- | ------- | ------- | ------- | ------- | ------- | ------- | ------------ | ------------ | ------------ | ------------ | ------------ | ------------ | ------ | ------ | ------ | ------ | ------ | ------ | --- |
| 2. Bundesliga     | 61    | 17      | 9       | 5       | 3       | 29      | 16      | 17           | 9            | 2            | 6            | 28           | 20           | 34     | 18     | 7      | 9      | 57     | 36     | +21 |
| Coppa di Germania | -     | 0       | 0       | 0       | 0       | 0       | 0       | 1            | 0            | 0            | 1            | 0            | 1            | 1      | 0      | 0      | 1      | 0      | 1      | -1  |
| Totale            | 61    | 17      | 9       | 5       | 3       | 29      | 16      | 18           | 9            | 2            | 7            | 28           | 21           | 35     | 18     | 7      | 10     | 57     | 37     | +20 |

### Andamento in campionato
| Giornata  | 1 | 2 | 3 | 4 | 5 | 6 | 7 | 8 | 9 | 10 | 11 | 12 | 13 | 14 | 15 | 16 | 17 | 18 | 19 | 20 | 21 | 22 | 23 | 24 | 25 | 26 | 27 | 28 | 29 | 30 | 31 | 32 | 33 | 34 |
| --------- | - | - | - | - | - | - | - | - | - | -- | -- | -- | -- | -- | -- | -- | -- | -- | -- | -- | -- | -- | -- | -- | -- | -- | -- | -- | -- | -- | -- | -- | -- | -- |
| Luogo     | C | T | T | C | T | C | T | C | T | C  | T  | C  | T  | C  | T  | C  | T  | T  | C  | C  | T  | C  | T  | C  | T  | C  | T  | C  | T  | C  | T  | C  | T  | C  |
| Risultato | V | P | V | V | V | N | P | V | N | P  | P  | V  | V  | V  | V  | V  | V  | P  | P  | V  | P  | N  | P  | N  | V  | N  | N  | N  | V  | P  | V  | V  | V  | V  |
| Posizione | 3 | 9 | 5 | 2 | 2 | 2 | 3 | 2 | 3 | 3  | 4  | 4  | 3  | 3  | 1  | 1  | 1  | 1  | 1  | 1  | 3  | 3  | 3  | 3  | 3  | 3  | 3  | 4  | 3  | 4  | 4  | 3  | 2  | 2  |

Legenda:

Luogo: C = Casa; T = Trasferta. Risultato: V = Vittoria; N = Pareggio; P = Sconfitta.

### Statistiche dei giocatori
!! colspan="4" | Totale

| Giocatore        | 2. Bundesliga | 2. Bundesliga | 2. Bundesliga | 2. Bundesliga | Coppa di Germania Z. Baya | Coppa di Germania Z. Baya | Coppa di Germania Z. Baya | Coppa di Germania Z. Baya | 29       | 6    | 7           | 1          | 1 | 0 | 0 | 0 | 30 | 6 | 7 | 1 |
| Giocatore        | Presenze      | Reti          | Ammonizioni   | Espulsioni    | Presenze                  | Reti                      | Ammonizioni               | Espulsioni                | Presenze | Reti | Ammonizioni | Espulsioni |   |   |   |   |    |   |   |   |
| A. Bornemann     | 1             | 0             | 0             | 0             | 0                         | 0                         | 0                         | 0                         | 1        | 0    | 0           | 0          |   |   |   |   |    |   |   |   |
| B. Bošković      | 6             | 0             | 0             | 0             | 0                         | 0                         | 0                         | 0                         | 6        | 0    | 0           | 0          |   |   |   |   |    |   |   |   |
| M. Buchheit      | 2             | 0             | 0             | 0             | 0                         | 0                         | 0                         | 0                         | 2        | 0    | 0           | 0          |   |   |   |   |    |   |   |   |
| D. Burić         | 19            | 0             | 5             | 0             | 1                         | 0                         | 0                         | 0                         | 20       | 0    | 5           | 0          |   |   |   |   |    |   |   |   |
| B. Diarra        | 19            | 0             | 2             | 0             | 0                         | 0                         | 0                         | 0                         | 19       | 0    | 2           | 0          |   |   |   |   |    |   |   |   |
| M. Frontzeck     | 29            | 2             | 4             | 0             | 1                         | 0                         | 0                         | 0                         | 30       | 2    | 4           | 0          |   |   |   |   |    |   |   |   |
| M. Guezmir       | 8             | 0             | 0             | 0             | 0                         | 0                         | 0                         | 0                         | 8        | 0    | 0           | 0          |   |   |   |   |    |   |   |   |
| A. Güneş         | 13            | 2             | 0             | 0             | 0                         | 0                         | 0                         | 0                         | 13       | 2    | 0           | 0          |   |   |   |   |    |   |   |   |
| T. Herz          | 7             | 0             | 1             | 0             | 0                         | 0                         | 0                         | 0                         | 7        | 0    | 1           | 0          |   |   |   |   |    |   |   |   |
| T. Hoffmann      | 33            | 2             | 4             | 0             | 1                         | 0                         | 1                         | 0                         | 34       | 2    | 5           | 0          |   |   |   |   |    |   |   |   |
| D. Hummel        | 6             | 0             | 1             | 0             | 1                         | 0                         | 0                         | 0                         | 7        | 0    | 1           | 0          |   |   |   |   |    |   |   |   |
| A. Iashvili      | 24            | 4             | 6             | 0             | 0                         | 0                         | 0                         | 0                         | 24       | 4    | 6           | 0          |   |   |   |   |    |   |   |   |
| L. K'obiashvili  | 15            | 1             | 4             | 0             | 0                         | 0                         | 0                         | 0                         | 15       | 1    | 4           | 0          |   |   |   |   |    |   |   |   |
| R. Kohl          | 20            | 0             | 4             | 1             | 1                         | 0                         | 0                         | 0                         | 21       | 0    | 4           | 1          |   |   |   |   |    |   |   |   |
| S. Korell        | 31            | 1             | 9             | 1             | 1                         | 0                         | 0                         | 0                         | 32       | 1    | 9           | 1          |   |   |   |   |    |   |   |   |
| S. Müller        | 30            | 2             | 4             | 0             | 1                         | 0                         | 0                         | 0                         | 31       | 2    | 4           | 0          |   |   |   |   |    |   |   |   |
| M. Pavlin        | 31            | 4             | 5             | 0             | 1                         | 0                         | 0                         | 0                         | 32       | 4    | 5           | 0          |   |   |   |   |    |   |   |   |
| T. Reus          | 23            | 0             | 0             | 1             | 0                         | 0                         | 0                         | 0                         | 23       | 0    | 0           | 1          |   |   |   |   |    |   |   |   |
| D. Schumann      | 12            | 1             | 3             | 0             | 0                         | 0                         | 0                         | 0                         | 12       | 1    | 3           | 0          |   |   |   |   |    |   |   |   |
| J. Schwinkendorf | 21            | 3             | 0             | 0             | 1                         | 0                         | 0                         | 0                         | 22       | 3    | 0           | 0          |   |   |   |   |    |   |   |   |
| M. Slimane       | 28            | 6             | 11            | 0             | 1                         | 0                         | 1                         | 0                         | 29       | 6    | 12          | 0          |   |   |   |   |    |   |   |   |
| U. Wassmer       | 25            | 7             | 2             | 0             | 1                         | 0                         | 0                         | 0                         | 26       | 7    | 2           | 0          |   |   |   |   |    |   |   |   |
| M. Weißhaupt     | 33            | 16            | 5             | 0             | 1                         | 0                         | 1                         | 0                         | 34       | 16   | 6           | 0          |   |   |   |   |    |   |   |   |